# Fontanny Wallace’a

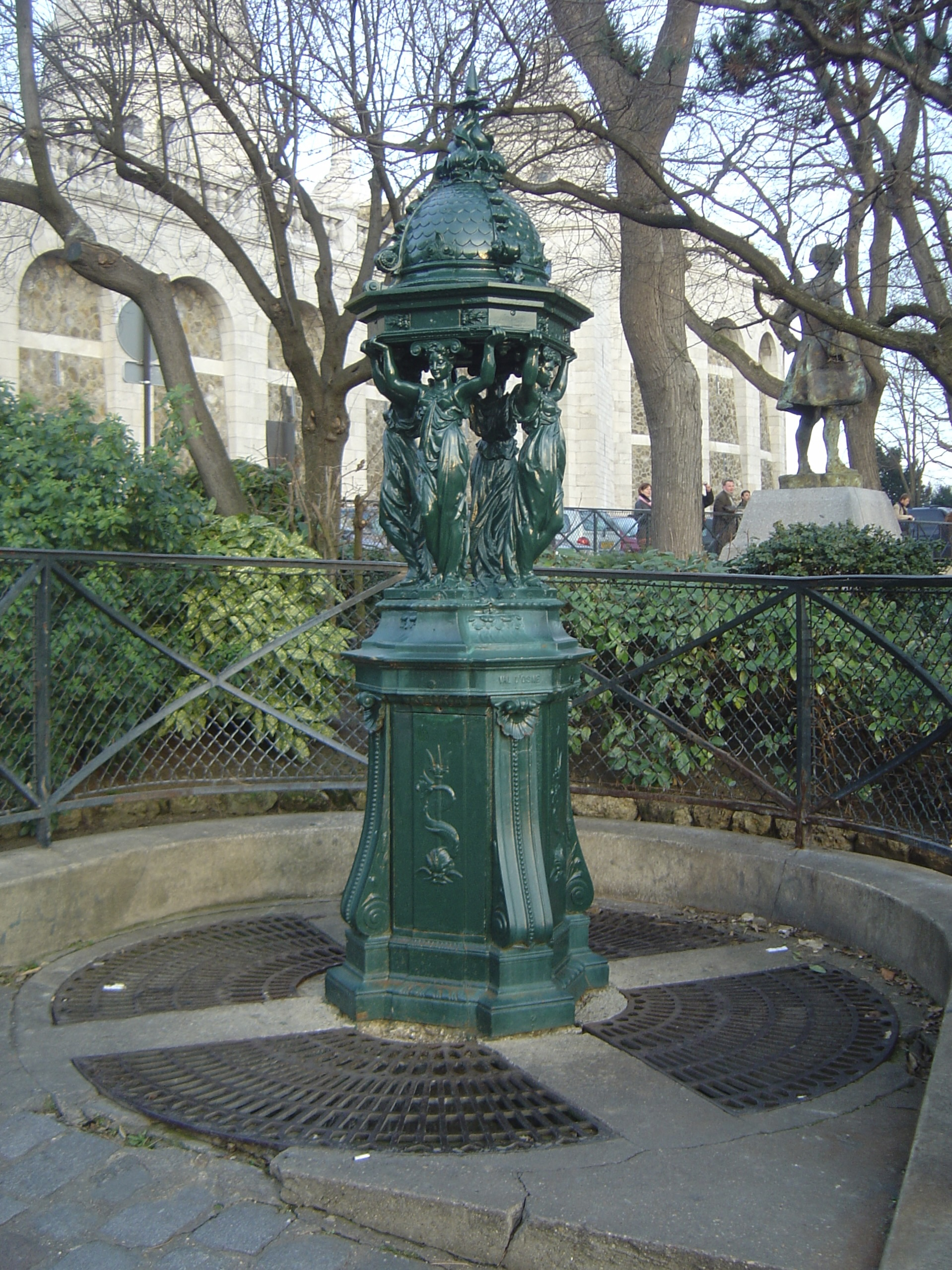
Fontanna Wallace – typ z czterema kariatydami (rue Saint-Éleuthère, Montmartre)

Fontanny Wallace’a – ujęcia wody pitnej w Paryżu, ufundowane w 1872 roku przez Richarda Wallace’a, angielskiego milionera, kolekcjonera sztuki. Rozrzucone po całym mieście, są jednym z jego symboli.

## Historia
Podczas wojny francusko-pruskiej Paryż borykał się z niedostatkiem wody pitnej. Sir Richard Wallace pozostał w Paryżu na czas oblężenia; doszedł wówczas do wniosku, że miastu potrzeba pitnej wody, darmowej i dostępnej dla każdego. Przeznaczył na tej cel część swojej fortuny, fundując publiczne ujęcia wody.

## Opis
Projektantem fontann był rzeźbiarz Charles-Auguste Lebourg. Stworzył on cztery typy:
- fontanna z czterema kariatydami, wysokości 2,70 m (najliczniejsza – do dziś zachowanych sześćdziesiąt siedem),
- fontanna z czterema kolumnami, 2,50 m (zachowane dwie),
- mała fontanna w formie hydrantu, 1,30 m (zachowanych dziewięć),
- fontanna wbudowana w ścianę, 1,90 m (zachowane dwie).

Fontanny są odlane z żeliwa, pomalowane w większości na zielono, ustawione na placach oraz skrzyżowaniach najważniejszych ulic. Od momentu realizacji cieszyły się wielkim powodzeniem. Większość z nich – około osiemdziesiąt – istnieje do dziś, wypływająca z nich woda jest w dalszym ciągu pitna i darmowa. Funkcjonują one od marca do listopada.

## Poza Paryżem
Kilkanaście fontann postawiono w miastach regionu paryskiego. Inny filantrop – Daniel Osiris, zamówił kilka sztuk dla Bordeaux w 1873 r. Cześć fontann została sprzedana, podarowana oficjalnie przez miasto Paryż lub ukradziona. Znajdują się one m.in. w Hiszpanii, Włoszech, Niemczech, Chinach, Kanadzie i USA.